# Терапевтические наночастицы
Терапевтические наночастицы (англ. nanoparticles for therapeutic use) — биосовместимые наночастицы с заданными свойствами (в том числе размером, морфологией, состоянием поверхности) для диагностики и лечения заболеваний.

## Описание

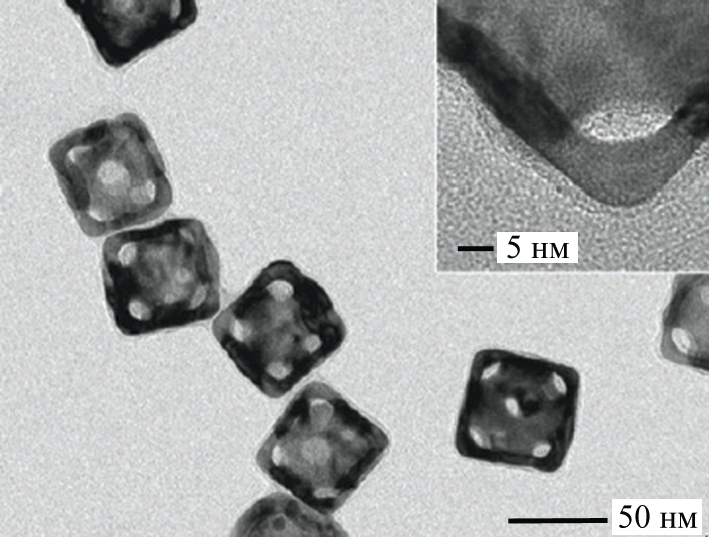
Микрофотография (ПЭМ) используемых для доставки лекарств золотых наноклеток с полимером на поверхности.

Одним из наиболее распространённых типов частиц для указанных целей являются композитные наночастицы, состоящие из перфторуглеродного, кремниевого или золотого ядра, покрытого биосовместимой липидной или полимерной оболочкой. Как и в случае суперпарамагнитных наночастиц на основе металлов и их оксидов, например, оксидов железа, такие наночастицы (например, содержащие гадолиний в парамагнитном состоянии) могут использоваться в качестве контрастного агента в магнитно-резонансной томографии, для векторной доставки лекарств, фотодинамической терапии и т. д.